# دیتر بوردنسکی
دیتر بوردنسکی (به آلمانی: Dieter Burdenski) (۲۶ نوامبر ۱۹۵۰ – ۹ اکتبر ۲۰۲۴) بازیکن فوتبال و دروازه‌بان اهل آلمان بود که از سال ۱۹۷۷ میلادی عضو تیم ملی فوتبال آلمان بود.

## تیم ملی
وی در ۱۲ بازی ملی حضور داشته است و آخرین بازی ملی خود را در سال ۱۹۸۴ میلادی انجام داد. دیتر بوردنسکی در بازی‌های ملی‌اش گلی به ثمر نرساند.